# Copa Internacional de Porto Alegre de 1971
A Copa Internacional de Porto Alegre de 1971 foi um torneio oficial organizado pela prefeitura de Porto Alegre onde times como CSKA Sófia, Rapid Bucuresti, (ambos times base da seleção Romena e Búlgara que disputaram a copa de 1970),  Grêmio e Internacional se enfrentaram em um quadrangular decisivo,onde o campeão seria decidido entre os times que fizessem o maior número de pontos.  
Os times usaram os estádios do Beira Rio e Olímpico Monumental como palco para as decisões, onde 5 jogos foram disputados no período de 09/02/1971 a 24/03/1971 sendo a grande final no estádio Beira Rio.
O Grêmio sagrou-se campeão ao vencer o Internacional por 2 a 0, sendo esta a primeira vitória do Grêmio dentro do estádio Beira Rio e tornando o tricolor gaúcho o primeiro clube a erguer uma taça de uma competição internacional disputada dentro do estádio colorado.

## Equipes Participantes
- CSKA Sófia
- Rapid București
- Grêmio
- Internacional

## Partidas

### 1ª rodada
| 9 de fevereiro | Internacional               | 2 – 2 | Rapid București           | Olímpico Monumental            |
|                | Didi 27' · Valdir 70' (pen) |       | Codreanu 18' · Morein 50' | Árbitro: BRA Roque José Gallas |

| 9 de fevereiro | Grêmio                     | 2 – 1 | CSKA Sófia    | Olímpico Monumental            |
|                | Domingos 15' · Alcindo 30' |       | Marachilev 9' | Árbitro: BRA José Luis Barreto |

### 2ª rodada
| 11 de fevereiro | Grêmio                                 | 3 – 0 | Rapid București | Beira Rio                              |
|                 | Flecha 30' · Paraguaio 42' · Paíca 50' |       |                 | Árbitro: BRA José Cavalheiro de Morais |

| 11 de fevereiro | Internacional                 | 2 – 0 | CSKA Sófia | Beira Rio                  |
|                 | Valdomiro 1' · Claudiomiro 7' |       |            | Árbitro: BRA Agomar Marins |

### Final
| 24 de Março | Internacional | 0 – 2 | Grêmio                | Beira Rio                      |
|             |               |       | Gaspar 2' · Loivo 88' | Árbitro: BRA José Luis Barreto |